# Easyflirt
Easyflirt, créé sous le nom de Easyrencontre, est un site de rencontres francophone sur internet.

## Histoire
Easyrencontre est créé en 2001 en France par la société 2L Multimédia créée à Annecy par Aymeric Léger et Julien Lavanchy. En 2006, le site s'internationalise (Italie, Espagne, Allemagne, Angleterre) et change de nom pour Easyflirt. L'année suivante, Easyflirt rachète Easyflirt.de, son concurrent allemand créé en 2003.
En août 2007, Easyflirt rachète son concurrent britannique Cheekyflirt. Le 20 juin 2008, la société Easyflirt cède 20% de son capital au fonds d'investissement Pochinvest en vue d'une entrée en bourse dès 2009. En 2009, Easyflirt rachète Gay.fr, Rencontres.com, et le britannique Chat.co.uk. En mars 2011, Easyflirt signe un partenariat avec Gayplanet pour mettre en commun leurs bases de données utilisateurs de leurs services gays. En juin 2011, Easyflirt lance un service de rencontres sur le site de la chaîne TF1. En 2011, Les Échos classe Easyflirt 5e dans son Palmarès des 30 PMEs les plus rentables de France.

## Mise en demeure de la CNIL
La société, ainsi que huit autres, a été mise en demeure par la CNIL en 2015 pour des défauts dans le recueil et le traitement d'informations confidentielles,. 

## Chiffre d'affaires
| 2006 | -----                         | 2007 | 11 823 547 €[réf. nécessaire] |
| 2008 | 17 974 331 €[réf. nécessaire] |      |                               |
| 2010 | 18 384 101 €[réf. nécessaire] |      |                               |
| 2011 | 19 059 667 €[réf. nécessaire] |      |                               |
| 2012 | 19 737 700 €[réf. nécessaire] |      |                               |